# Kepler-139b
Kepler-139b es un planeta extrasolar que forma parte de un sistema planetario formado por al menos dos planetas. Orbita la estrella denominada Kepler-139. Fue descubierto en el año 2014 por la sonda Kepler por medio de tránsito astronómico.